# Il pastor fido (Händel)
Il pastor fido (HWV 8) è un'opera in tre atti di Georg Friedrich Händel su libretto di Giacomo Rossi. La vicenda fa riferimento al famoso poema pastorale omonimo di Giovanni Battista Guarini.

## Storia delle rappresentazioni
L'opera fu composta nel 1712 e andò in scena per la prima volta il 22 novembre dello stesso anno, sotto la direzione del compositore stesso, al His Majesty's Theatre di Londra. L'accoglienza fu generalmente negativa, probabilmente a causa delle elevate aspettative che il pubblico nutriva in seguito al successo dell'opera Rinaldo. Un commentatore riporta che "la scenografia rappresentava unicamente l'Arcadia, i costumi erano vecchi e l'opera breve". I ruoli di Mirtillo e Silvio furono interpretati dai castrati Valeriano Pellegrini e Valentino Urbani. L'ouverture è in sei movimenti e appare eccessivamente ampia per quei tempi: è verosimile pensare che fosse stata scritta come una suite orchestrale distinta dall'opera.
Una seconda versione del Pastor fido venne rappresentata nella primavera del 1734 con Anna Maria Strada del Pò come Amarilli, Margherita Durastanti come Eurilla e Giovanni Carestini nel ruolo di Mirtillo. In questa veste l'opera ebbe un riscontro ben più favorevole, ma Händel aveva dovuto modificare radicalmente la musica rispetto alla prima stesura: erano rimaste solamente sette delle arie originali, mentre le rimanenti erano state rimpiazzate con arie prese da cantate o da opere precedenti dell'autore. Il successo dell'opera fu più che buono, tanto che si ebbero ben 13 repliche. Il pastor fido fu nuovamente portato in scena nel tardo autunno del 1734: Carestini rimase nel ruolo di Mirtillo e il tenore inglese John Beard prese il ruolo di Silvio. Fu introdotto un prologo, Terpsichore, che consisteva in arie solistiche, movimenti corali e balletti: il ruolo danzante di Tersicore fu interpretato da Marie Sallé, accompagnata da un corpo di ballo ingaggiato dall'impresario del Covent Garden, John Rich.
Come molte altre opere serie del barocco, Il Pastor Fido cadde dell'oblio e non fu più rappresentato per molto tempo. In tempi più recenti tuttavia l'opera è stata rivalutata e viene eseguita con una certa frequenza. Nel 1959 va in scena nella Villa Olmo di Como, nel 1963 nella Reggia di Versailles e nel 1974 nel King's Theatre di Edimburgo per l'Opera reale svedese. Fra le altre rappresentazioni, il lavoro fu eseguito come parte del London Händel Festival nel 2012.

## Ruoli

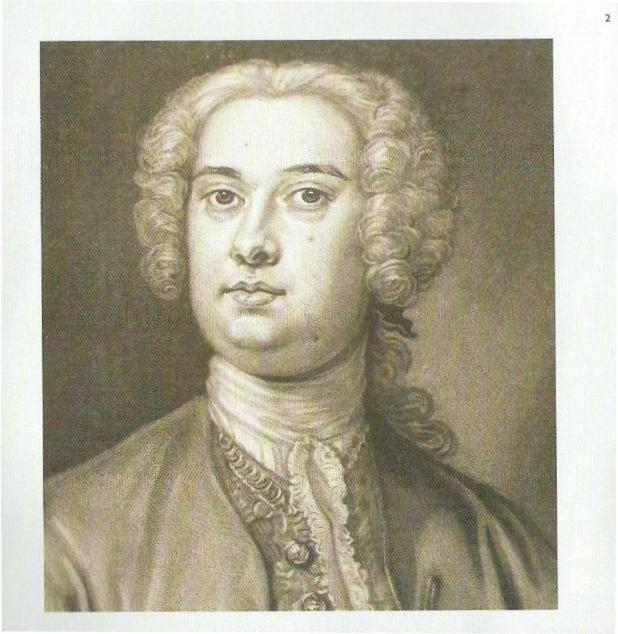
Giovanni Carestini, che cantò il ruolo di Mirtillo nella ripresa del 1734

| Ruolo    | Voce                                                     | Cast della prima, 22 novembre 1712 | Versione rivisitata, 18 maggio 1734 | Ripresa del 9 novembre 1734 |
| -------- | -------------------------------------------------------- | ---------------------------------- | ----------------------------------- | --------------------------- |
| Amarilli | soprano                                                  | Elisabetta Pilotti Schiavonetti    | Anna Maria Strada                   | Anna Maria Strada           |
| Dorinda  | contralto                                                | Jane Barbier                       | Maria Caterina Negri                | Maria Caterina Negri        |
| Eurilla  | soprano                                                  | Francesca Margherita de L'Épine    | Margherita Durastanti               | Maria Rosa Negri            |
| Mirtillo | soprano castrato                                         | Valeriano Pellegrini               | Giovanni Carestini                  | Giovanni Carestini          |
| Silvio   | contralto castrato/tenore (versione del 9 novembre 1734) | Valentino Urbani ("Valentini")     | Carlo Scalzi                        | John Beard                  |
| Tirenio  | basso                                                    | Richard Leveridge                  | Gustavus Waltz                      | Gustavus Waltz              |

## Trama

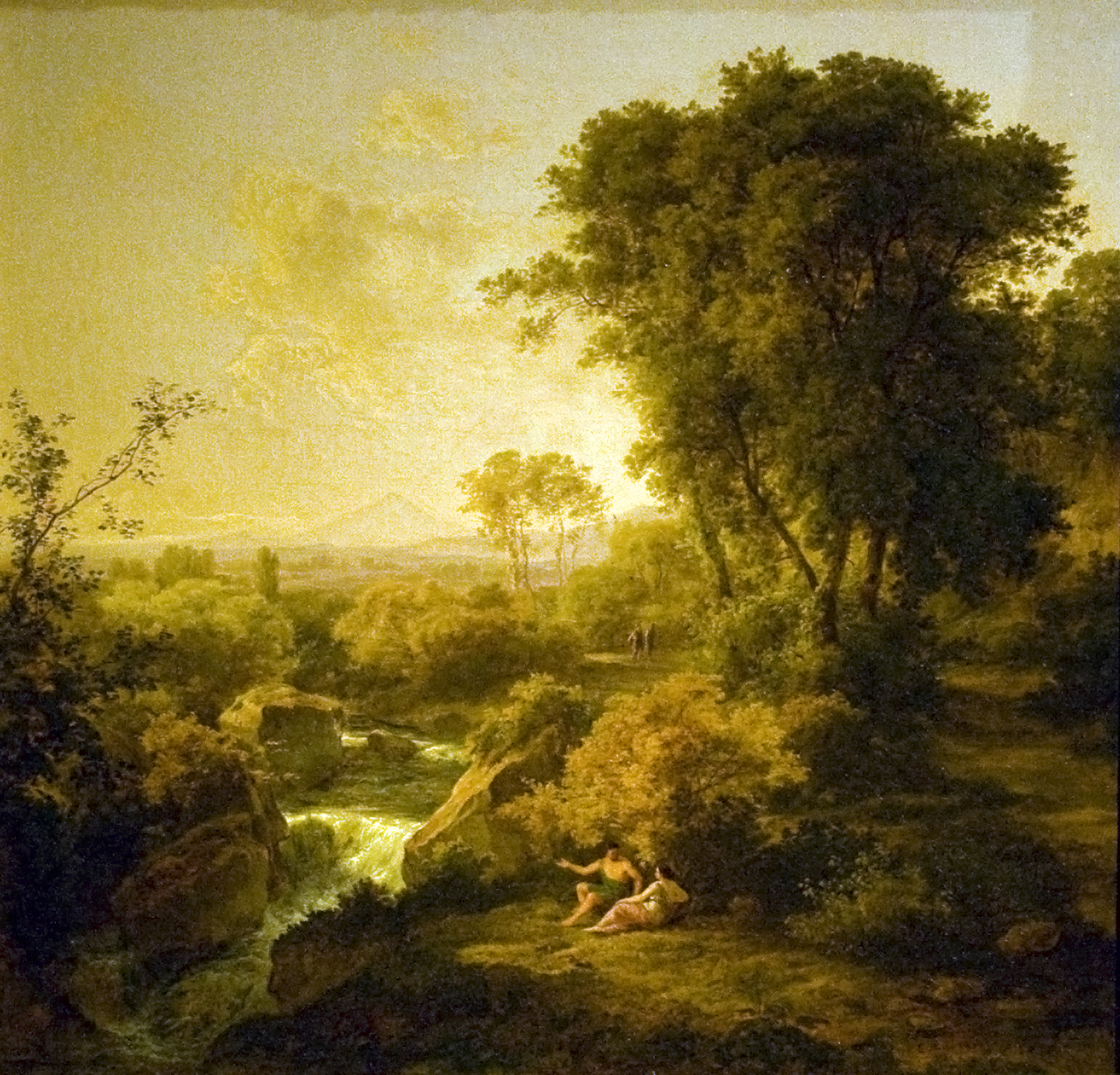
Arcadia

ScenaArcadia, nella campagna greca
Epocanella leggendaria antichità
Diana è diventata scontenta dell'Arcadia e ha fatto sapere che solo attraverso il matrimonio di una coppia discendente da antenati celesti, uno dei quali sarà "un pastore fedele", la sua ira si placherà. La coppia che si pensa abbia i requisiti per soddisfare questa descrizione sono il cacciatore Silvio, che però non ha alcun interesse per l'amore, essendo dedito a Diana ed interessato solo alla caccia, e la pastorella Amarilli, che però è innamorata del pastore Mirtillo, la cui discendenza è sconosciuta.

### Atto 1
Il pastore Mirtillo è infelice a causa del suo grande amore per Amarilli, che sta per sposare Silvio per compiacere la dea Diana.
Anche Amarilli è infelice per il matrimonio che le è stato proposto perché innamorata di Mirtillo, del quale non è nota la provenienza della famiglia, anche se lei non gli ha detto che lo ama. Mirtillo la sente lamentarsi a causa del suo amore per lui e la corteggia, ma lei lo rifiuta dato che il suo dovere è quello di sposare Silvio per il bene comune.
Mirtillo è in tale disperazione che decide di uccidersi. La pastorella Eurilla, innamorata di Mirtillo, gli impedisce di uccidersi e si offre di cercare di convincere Amarilli per lui, in realtà è interessata solo a Mirtillo. Silvio, dal canto suo, non ha alcun interesse per le ragazze o per il matrimonio, e non ricambiando i sentimenti della pastorella Dorinda le causa dolore.

### Atto 2

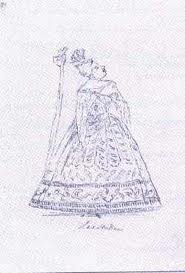
Caricatura di Anna Maria Strada, che cantò il ruolo di Amarilli nella ripresa del 1734

In un boschetto roccioso, Mirtillo canta per conciliare il sonno. Mentre dorme, Eurilla posa sul suo corpo una ghirlanda di fiori con scritto "Mi fu caro l'amor, io lì t'attendo". Mirtillo si sveglia, lo trova e pensa che esso sia da parte di Amarilli.
Eurilla dice ad Amarilli che Mirtillo ha ricevuto un pegno d'amore e un invito a un convegno amoroso da un'altra ragazza ingelosendo Amarilli: nel frattempo Dorinda continua a tormentare Silvio con le sue profferte di affetto ma lui continua a mettere in chiaro che non è interessato.
Eurilla dice a Mirtillo che il suo amore è per la strada e che dovrebbe andare nella caverna vicina e aspettarla, cosa che lui esegue. Eurilla poi recupera Amarilli e le dice che può vedere ciò che Mirtillo sta facendo con l'altra ragazza dall'interno della stessa grotta, e vi conduce Amarilli. Quando i due sono nella grotta insieme, Eurilla va ad avvertire dei soldati che li arrestano per sesso illecito, reato per il quale la legge arcade prevede la morte della femmina. Amarilli verrà giustiziata e quindi Eurilla avrà Mirtillo per sé.

### Atto 3

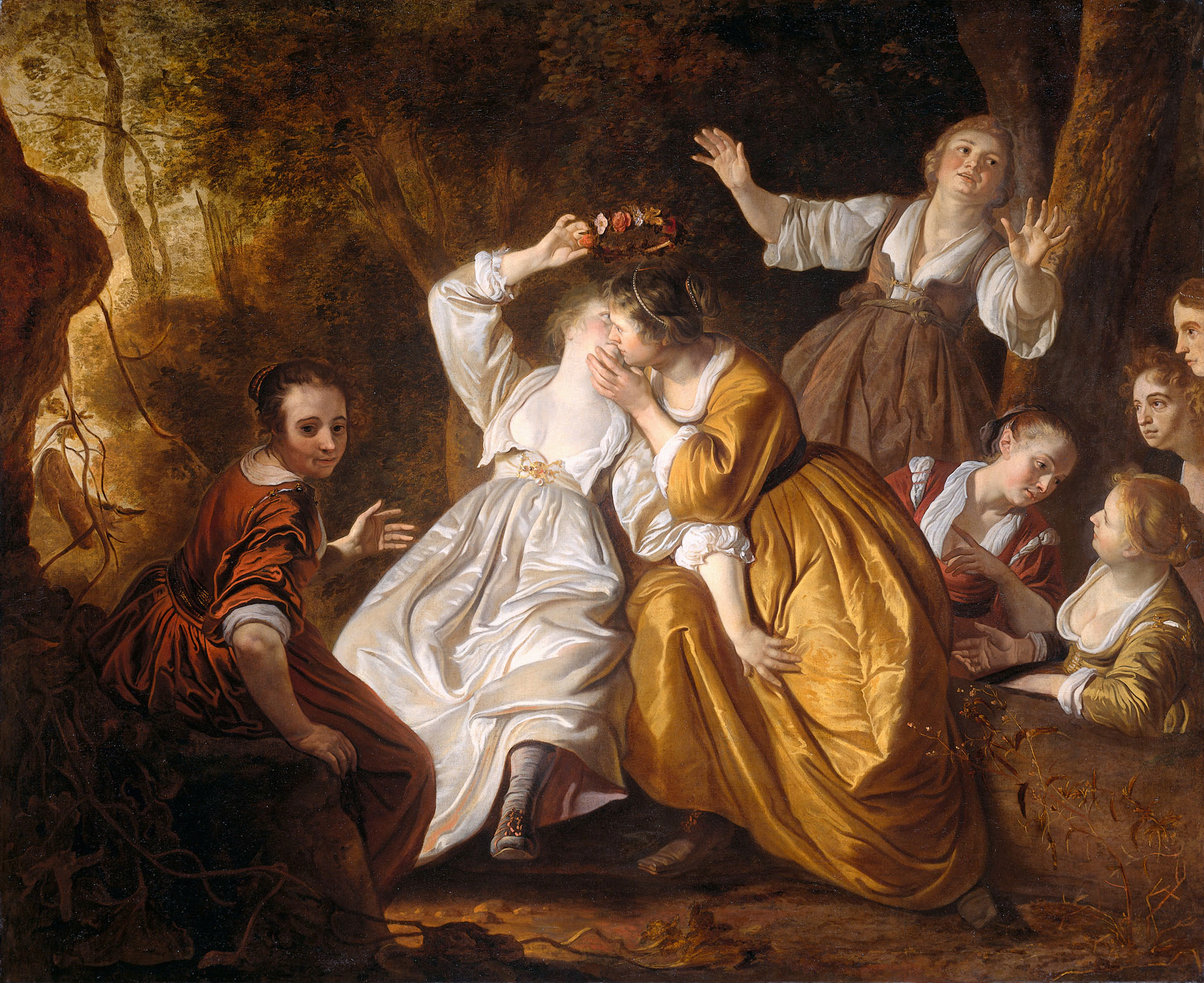
Amarilli incorona Mirtillo

Nel bosco sacro al di fuori del tempio di Diana, Dorinda, malata d'amore, sente arrivare il suo Silvio con i suoi compagni cacciatori e si nasconde tra i cespugli a guardarlo. Silvio, vedendo che qualcosa si muove, pensa che sia un cervo e scaglia la lancia, ma è dispiaciuto nello scoprire che è Dorinda, soltanto ferita. Silvio scopre di essere sopraffatto dall'amore per lei e i due si giurano fedeltà.
Le trame di Eurilla hanno avuto successo. Mirtillo chiede che gli sia concesso di morire al suo posto ma gli viene rifiutato. Amarilli viene trascinata al luogo dell'esecuzione quando il sommo sacerdote di Diana entra con un nuovo decreto dalla dea. Mirtillo è di discendenza divina ed è il "pastore fido" della profezia. Il sacrificio umano è abolito, un doppio matrimonio è annunciato: Mirtillo e Amarilli così come Silvio e Dorinda. Eurilla chiede e riceve il perdono, la maledizione viene eliminata dalla terra, e tutti gioiscono.

## Contesto e analisi

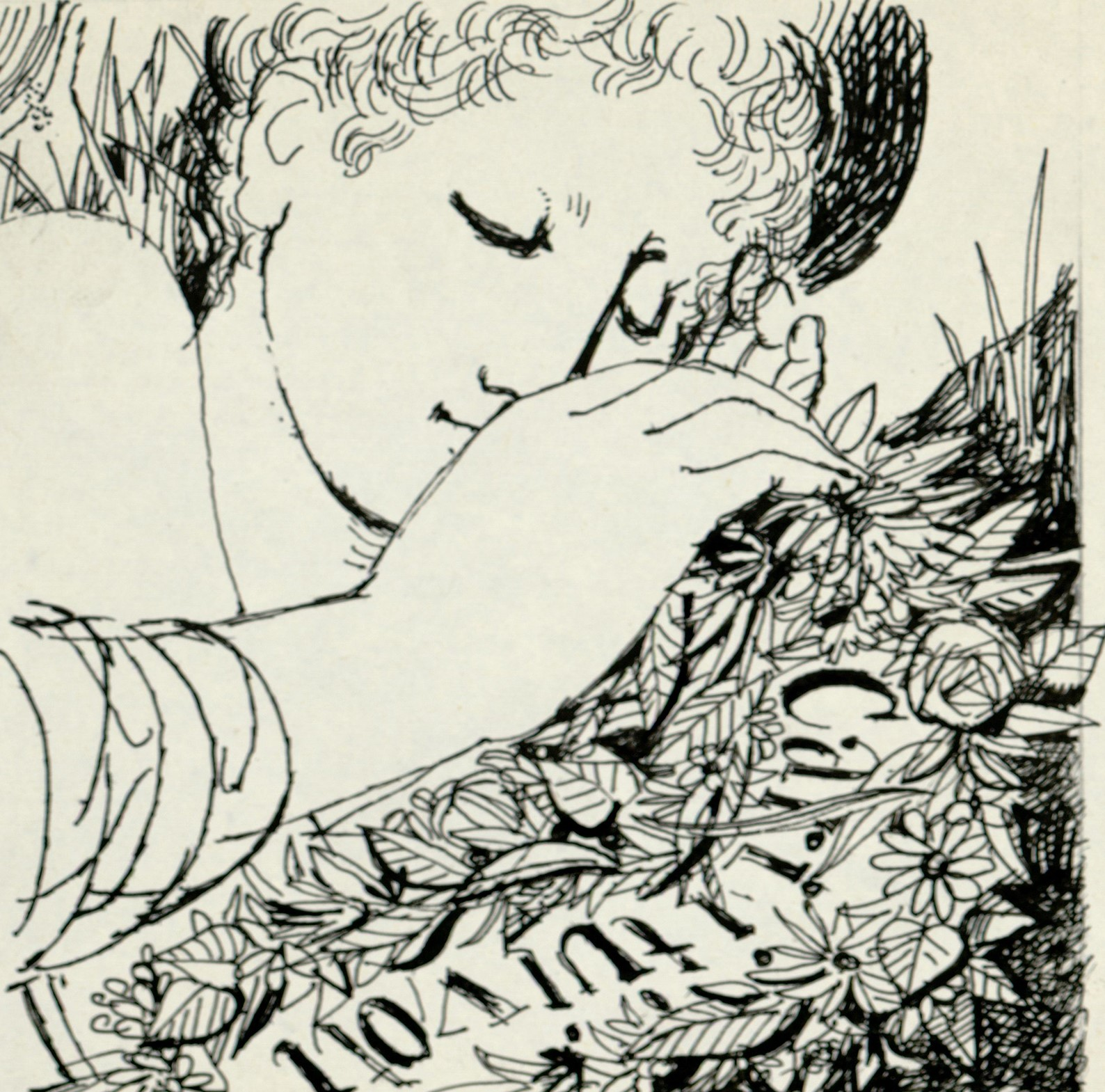
Disegno per copertina di libretto, disegno per Il pastor fido (s.d.). Archivio Storico Ricordi

Händel, di origine tedesca, dopo aver trascorso una parte della sua carriera iniziale in Italia, nella composizione di opere ed altra musica, si stabilì a Londra, dove nel 1711 aveva portato l'opera italiana per la prima volta con il suo Rinaldo, un tale successo da avere creato una vera e propria mania a Londra per l'opera seria italiana, una forma concentrata prevalentemente sulle arie solistiche per cantanti virtuosi. Rinaldo, opera "magica", con incantesimi, maghe e ingegnosità sceniche, fu seguito da Il Pastor Fido, un'opera più breve e più semplice, che non fu un successo di pubblico a Londra ai suoi primi spettacoli. La sostanziale revisione del 1734, con il famoso castrato Carestini, ebbe molto più successo, e la successiva ripresa nello stesso anno fu caratterizzata dalle danze della celebre ballerina francese Marie Sallé e della sua troupe, con musiche appositamente composte da Händel. Charles Burney, musicologo del XVIII secolo scrisse che Il Pastor Fido:
La partitura è scritta per due flauti, due oboi, fagotti, archi e gli strumenti del basso continuo, violoncello, liuto, clavicembalo nella versione del 1712 e per due flauti, due oboi, fagotti, due corni, archi, ed il basso continuo nella versione del 1734.

## Discografia
| Anno                          | Cast: Mirtillo, Amarilli, Eurilla, Silvio, Dorinda, Tirenio                                     | Direttore, orchestra             | Etichetta                        |
| ----------------------------- | ----------------------------------------------------------------------------------------------- | -------------------------------- | -------------------------------- |
| 2012 (versione 1712)          | Anna Dennis, Lucy Crowe, Katherine Manley, Clint van der Linde, Madeleine Shaw, Lisandro Abadie | David Bates, La Nuova Musica     | Harmonia Mundi Cat: 907585.86,CD |
| 1988 (versione novembre 1734) | Paul Esswood, Katalin Farkas, Maria Flohr, Gábor Kallay, Marta Lukin, József Gregor             | Nicholas McGegan Capella Savaria | Hungaroton Cat:HCD 12912-3       |